# Zitti e buoni (pjesma)
Zitti e buoni je pjesma koju je napisao i izveo talijanski rock sastav Måneskin. Producirao ju je band zajedno s Fabriziom Ferraguzzom, a pjesma je osvojila Festival di Sanremo 2021. i Pjesmu Eurovizije 2021. Pjesma je bila komercijalni proboj sastava na globalnim glazbenim ljestvicama i na vrhu ljestvica singlova u nekoliko europskih zemalja. Dosegla je 17. mjesto na UK Singles Chart, postavši prva pjesma na talijanskom jeziku u 30 godina koja je ušla među UK Top 20. Također je dospjela među 10 najboljih na Billboardovoj ljestvici Global Excl.

## Pozadina

### Sastav
Pjesmu Zitti e buoni napisali su i producirali svi članovi Måneskina – Damiano David, Ethan Torchio, Thomas Raggi i Victoria De Angelis s Fabriziom Ferraguzzom kao producentom.  Početna verzija pjesme kao balada napisana je 2016. godine, ali je tijekom godina postupno mijenjana u rock pjesmu. Måneskin je o naslovu govorio kao o "referenci na katarzični bijes, naš bijes transformiran u nešto pozitivno, što vodi do promjene".

### Izdanje
Pjesma je objavljena 3. ožujka 2021. za digitalno preuzimanje, streaming medije i talijanske suvremene hit radijske postaje. Dana 7. svibnja 2021. akustična verzija pjesme je objavljena na YouTubeu.
Glazbeni spot režirala je Simone Peluso, a premijerno je prikazan 3. ožujka 2021. putem Måneskinovog YouTube kanala. Do 27. ožujka 2022. video je prikupio 128 milijuna pregleda, uz dodatnih 83 milijuna pregleda s službanog YouTube kanala Pjesme Eurovizije. Do 15. lipnja kumulativni broj pregleda premašio je 54 milijuna. 

### Sanremo
Dana 6. ožujka 2021., pjesma Zitti e buoni u izvedbi sastava osvojila je sekciju Veliki izvođači na 71. izdanju Festivala u Sanremu, osvojivši gotovo trećinu glasova žirija (32,97 %), najviše glasova novinara (35,16 %) i glasova publike (53,53 %) s prosječnim rezultatom od 40,68 %, ispred pjesme Chiamami per nome Francesce Michielin i Fedeza (30,49 %) i pjesme Un milione di cose da dirti Ermala Mete (28,83 %). Enrico Melozzi je aranžirao i dirigirao orkestrom Sanrema tijekom njihovog nastupa. Budući da je Radiotelevisione Italiana (RAI) koristio festival za odabir pjesme i izvođača za 65. izdanje Pjesme Eurovizije, pjesma je postala italijanski predstavnik, a Måneskin izvođač za Pjesmu Eurovizije.

### Eurosong
Budući da je Italija članica Velikih pet, pjesma se automatski plasirala u finale Pjesme Eurovizije, održanog 22. svibnja 2021. u Rotterdam Ahoyu u Rotterdamu. Da bi pjesma sudjelovala na Pjesmi Eurovizije, neki su tekstovi promijenjeni zbog psovki (riječi poput coglioni i cazzo su uklonjene), na nezadovoljstvo sastava, ali uz razumijevanje rasprave o zdravom razumu. Verzija izvedena na Pjesmi Eurovizije također uklanja dio glazbe u uvodu i drugoj strofi kako bi se uklopila u tri minute. 
Kao favorit za pobjedu, pjesma je osvojila natjecanje s ukupno 524 boda (318 od publike i 206 od žirija), 25 bodova ispred pjesme Voilà francuske pjevačice Barbare Pravi. Pjesma je dobila maksimalnih 12 bodova od žirija iz Hrvatske, Gruzije, Slovenije i Ukrajine, te od bugarske, malteške, sanmarinske, srpske i ukrajinske publike. To je bio prvi put od Finske s Pjesme Eurovizije 2006. da je band pobijedio na natjecanju s netipičnim glazbenim žanrom, a to je bila i prva pobjeda Italije od 1990. godine. To je ujedno bio i prvi put od Njemačke s Pjesme Eurovizije 2010. da je nacija Velikih pet pobijedila na natjecanju. Osim Davida, ostali članovi postali su prvi glazbenici rođeni nakon 2000. koji su pobijedili na Pjesmi Eurovizije.